# PulluP Entertainment
PulluP Entertainment, anciennement appelé Focus Home Interactive, puis Focus Entertainment (parfois abrégé Focus), est une société française d'édition et de distribution de jeux vidéo.

## Histoire
Créée en 1996, Focus Home Interactive est un éditeur français de jeu vidéo dont le siège social se situe à Paris.
Après avoir édité et distribué les logiciels de création musicale eJay, Focus Home Interactive devient éditeur et distributeur de jeux vidéo en 2000. Au début des années 2000, l'entreprise rencontre plusieurs succès, en distribuant des licences sur PC comme Cossacks ou Sudden Strike, des jeux vendus à plusieurs centaines de milliers d’exemplaires en France.
Focus Interactive touche un public de niche avec son jeu Virtual Skipper, et ses opus suivants, qui sont des jeux de simulations maritimes. Par la suite, l'entreprise découvre et lance plusieurs titres originaux qui reçoivent un bon accueil, comme la série de jeux d’aventure Runaway, la série Cycling Manager ou encore le jeu de courses de voitures TrackMania.
Depuis 2009, Focus est devenu un éditeur international, proposant ses titres sur consoles de salon et PC, dans le monde entier, parmi les plus connus le jeu Blood Bowl, adaptation de la licence Warhammer de Games Workshop, la série de jeux d’enquête Sherlock Holmes ou encore le jeu Farming Simulator qui s’est vendu à plus de deux millions d’exemplaires dans le monde[réf. nécessaire].
En mai 2014, Focus Home Interactive édite son premier jeu sur PlayStation 4, Bound by Flame du studio parisien Spiders. Depuis l’éditeur a annoncé plusieurs titres destinés aux nouvelles consoles de salon PlayStation 4 et Xbox One comme Space Hulk: Deathwing, Blood Bowl II, et le jeu officiel du Tour de France.
En avril 2018, Cédric Lagarrigue démissionne de son poste de président après vingt ans à la tête de Focus Home Interactive. L'Allemand Jurgen Goeldner lui succède.
Le 26 juin 2020, Focus annonce l’acquisition du studio associé Deck13 Interactive pour un montant de 7,1 millions d’euros. C’est la première acquisition depuis la création de Focus Home Interactive.
Le 6 septembre 2021, l'éditeur change de nom et de logo, et devient Focus Entertainment,.
Le 14 février 2022, Focus annonce le rachat du studio français Leikir Studio, qui travaille notamment sur le jeu Metal Slug Tactics.
En septembre 2022, l'entreprise rachète BlackMill Games, le développeur de Verdun et Isonzo, en acquérant 66,6% de son capital,.
En juin 2023, Focus Entertainment annonce la création de Carpool Studio avec les vétérans d'Ubisoft François Alaux, Olivier Blin et Thomas Paincon. Le développeur dit travailler sur un jeu vidéo en tant que service multijoueur,.
Le 1er avril 2024, début de la nouvelle année fiscale, Focus Entertainment devient PulluP Entertainment. Le groupe effectue également une réorganisation conduisant à la formation de trois pôles d'activité complémentaires : Focus Entertainment Publishing pour l'édition des jeux AA, l'activité historique du groupe, et dirigé par John Bert, Dotemu pour l'édition des jeux indépendants et retrogaming, piloté par Cyrille Imbert, et enfin PulluP Studios, sous la direction d'Ahmed Boukhelifa, qui regroupe les studios de développement internes du groupe,.

## Logos

Logo de Focus Home Interactive (2009-2021)
Logo de Focus Entertainment (2021-2024)

## Studios internes et partenaires

### Studios internes
- Deck13 Interactive
- Streum On Studio
- Dotemu
- Douze Dixièmes
- Leikir Studio
- Blackmill Games
- Dovetail Games
- Carpool Studio

### Studios partenaires
- Asobo Studio
- Blackbird Interactive
- Dontnod Entertainment
- Flying Wild Hog
- Gasket Games
- Giants Software
- Lightbulb Crew
- New World Interactive
- Tindalos Interactive
- Swing Swing Submarine
- Dream Powered Games

### Anciens studios partenaires
- Monte Cristo (faillite)
- Nadeo (rachat par Ubisoft)
- Pendulo Studios (associé avec Microïds depuis 2014)
- Frogwares
- Cyanide Studio et ses filiales[19] (rachat par Nacon en 2018)
- Spiders (rachat par Nacon en 2019)
- Dancing Dots
- Larian Studios
- Eugen Systems
- Saber Interactive (rachat par Embracer Group en 2020)
- Passtech Games (rachat par Nacon en 2021)

## Liste de jeux

### Années 2000
2000
- Sudden Strike (Windows) : distributeur

2001
- 3D Games Creator (Windows) : traducteur
- Anarchy Online (Windows) : distributeur
- Cycling Manager (Windows) : éditeur
- Sudden Strike Forever (Windows) : éditeur
- Cossacks: European Wars (Windows) : distributeur

2002
- American Conquest (Windows) : distributeur
- Cossacks: European Wars (Windows) : distributeur
- Cycling Manager 2 (Windows) : éditeur
- eJay Music Director (Windows) : distributeur
- Sharp Shooter (Windows) : éditeur
- Virtual Skipper 2 (Windows) : éditeur
- Sherlock Holmes : Le Mystère de la momie (Windows) : éditeur

2003
- Blitzkrieg (Windows) : distributeur
- Cycling Manager 3 (Windows) : éditeur/distributeur
- Fire Department (Windows) : éditeur/distributeur
- Neocron (Windows) : distributeur
- Runaway: A Road Adventure (Windows) : éditeur
- TrackMania (Windows) : éditeur
- Virtual Skipper 3 (Windows) : éditeur

2004
- Beyond Divinity (Windows) : éditeur
- Chaos League (Windows) : éditeur
- Codename: Panzers - Phase One (Windows) : distributeur
- Cycling Manager 4 (Windows) : éditeur
- Fire Department 2 (Windows) : distributeur
- Gang Land (Windows) : distributeur
- Medieval Lords (Windows) : distributeur
- Pro Rugby Manager 2004 (Windows) : éditeur
- The Westerner (Windows) : éditeur
- TrackMania: Power Up! (Windows) : éditeur
- Sherlock Holmes : La Boucle d'argent (Windows) : éditeur

2005
- Bet on Soldier (Windows) : éditeur
- Chaos League: Mort Subite (Windows) : éditeur
- Cossacks II: Napoleonic Wars (Windows) : distributeur
- Freedom Force vs. The 3rd Reich (Windows) : éditeur
- Pro Rugby Manager 2005 (Windows) : éditeur
- Pro Cycling Manager (Windows) : éditeur
- TrackMania: Speed Up ! (Windows) : éditeur
- TrackMania Sunrise (Windows) : éditeur
- TrackMania Original (Windows) : éditeur
- TrackMania Sunrise eXtreme (Windows) : éditeur
- Virtual Skipper 4 (Windows) : éditeur

2006
- City Life (Windows) : distributeur
- FPS Creator (Windows) : éditeur
- Fire Department 3 (Windows) : éditeur
- Heroes of Annihilated Empires (Windows) : distributeur
- Runaway 2: The Dream of the Turtle (Windows) : éditeur
- TrackMania Nations (Windows) : éditeur
- TrackMania United (Windows) : éditeur
- Call of Juarez (Windows) : éditeur
- Loki (Windows) : éditeur
- Silverfall (Windows) : éditeur
- Pro Cycling Manager Saison 2006 (Windows): éditeur
- Les Aventures de Sherlock Holmes : La Nuit des sacrifiés (Windows) : éditeur

2007
- City Life Edition 2008 (Windows) : éditeur
- Jack Keane (Windows) : éditeur
- Loki (Windows) : éditeur
- Sherlock Holmes contre Arsène Lupin (Windows) : éditeur
- Pro Cycling Manager Saison 2007 (Windows): éditeur

2008
- A Vampyre Story (Windows) : éditeur
- Avencast: Rise of the Mage (Windows) : éditeur
- City Life DS (Nintendo DS) : éditeur
- Dracula Origin (Windows) : éditeur
- Last King of Africa (Nintendo DS) : éditeur
- Pro Cycling Manager Saison 2008 (Windows, PlayStation Portable) : éditeur
- Silverfall: Earth Awakening (Windows) : éditeur
- TrackMania DS (Nintendo DS) : éditeur
- TrackMania Nations Forever (Windows) : éditeur
- TrackMania United Forever (Windows) : éditeur
- Virtual Skipper 5 (Windows) : éditeur

2009
- Blood Bowl (Windows, Nintendo DS, Xbox 360, PlayStation Portable) : éditeur
- Ceville (Windows) : éditeur
- Cities XL (Windows) : distributeur
- Dungeon Raiders (Nintendo DS) : éditeur
- Pro Cycling Manager Saison 2009 (Windows, PlayStation Portable) : éditeur
- Runaway: A Twist of Fate (Windows, Nintendo DS)
- Sherlock Holmes contre Jack l'Éventreur (Windows, Xbox 360, Nintendo DS) : éditeur
- TrackMania United Forever 2010 Edition (Windows) : éditeur

### Années 2010
2010
- Blood Bowl : Edition Légendaire (Windows) : éditeur
- Cities XL 2011 (Windows) : développeur, éditeur
- Divinity II: The Dragon Knight Saga (Windows, Xbox 360) : éditeur
- Faery: Legends of Avalon (Xbox Live Arcade) : éditeur
- Pro Cycling Manager Saison 2010 (Windows, PlayStation Portable) : éditeur
- Sherlock Holmes DS : Le Secret de la Reine (Nintendo DS) : éditeur
- Things on Wheels (Xbox Live Arcade) : éditeur
- TrackMania (Wii) : éditeur
- World of Battles (Windows) : éditeur

2011
- A Game of Thrones: Genesis (Windows) : éditeur
- Cities XL 2012 (Windows) : éditeur
- Faery: Legends of Avalon (Windows, PlayStation Store) : éditeur
- Le Tour de France (Xbox 360, PlayStation 3) : éditeur
- Pro Cycling Manager Saison 2011 (Windows) : éditeur
- Ski Region Simulator (Windows, Mac) : éditeur
- The Next BIG Thing (Windows) : éditeur
- Trine 2 (PC, Mac, PlayStation 3, Xbox 360) : éditeur

2012
- Confrontation (PC) : éditeur
- Le Tour de France 2012 (PlayStation 3, Xbox 360) : éditeur
- Game of Thrones : Le Trône de fer (PC, PlayStation 3, Xbox 360) : éditeur
- Of Orcs and Men (PC, PlayStation 3, Xbox 360) : éditeur
- Pro Cycling Manager Saison 2012 (Windows) : éditeur
- R.A.W. - Realms of Ancient War (PC, PlayStation 3, Xbox 360) : éditeur
- Rotastic (PlayStation 3, Xbox Live) : publisher
- Sherlock Holmes : Le Mystère de la ville de glace (Nintendo 3DS) : éditeur
- Wargame: European Escalation (Windows, Mac) : éditeur
- Yesterday (PC) : éditeur

2013
- Cities XL Platinum (PC) : éditeur
- Contrast (PC, PlayStation 3, Xbox Live) : éditeur
- Divinity: Dragon Commander (PC) : distributeur
- Europa Universalis 4 (PC) : distributeur
- Farming Simulator (PlayStation 3, Xbox 360) : éditeur
- Farming Simulator 2013 (PC) : éditeur
- Final Exam (PC, Xbox Live, PlayStation 3) : éditeur ? (développée par Forever Entertainment)
- Le Testament de Sherlock Holmes (Windows, Xbox 360, PlayStation 3) : éditeur
- Tour de France 2013 (PlayStation 3, Xbox 360) : éditeur
- Magrunner: Dark Pulse (PC) : éditeur
- Mars: War Logs (PC, PlayStation 3, Xbox Live) : éditeur
- Pro Cycling Manager Saison 2013 (PC) : éditeur
- Wargame: AirLand Battle (Windows, Mac) : éditeur

2014
- Bound by Flame (PC, PlayStation 3, PlayStation 4, Xbox 360) : éditeur
- Blue Estate (PlayStation 4) : éditeur
- Divinity: Original Sin (PC) : distributeur
- Etherium (PC) : éditeur
- Farming Simulator 14 (PlayStation Vita, Nintendo 3DS) : éditeur
- Farming Simulator 15 (PC, PlayStation 4, PlayStation 3, Xbox One, Xbox 360) : éditeur
- Pro Cycling Manager Saison 2014 (PC) : éditeur
- Sherlock Holmes : Crimes et Châtiments (PC, PlayStation 4, PlayStation 3, Xbox One, Xbox 360) : éditeur
- Styx: Master of Shadows (PC, PlayStation 3, Xbox Live) : éditeur
- Space Run (PC) : éditeur
- Tour de France 2014 (PlayStation 4, PlayStation 3, Xbox 360) : éditeur
- Wargame: Red Dragon (Windows) : éditeur

2015
- Mordheim: City of the Damned (PC) : éditeur

2016
- Farming Simulator 17 (PC) : éditeur
- Space Hulk: Deathwing (PC): éditeur

2017
- The Surge (PC, PlayStation 4, Xbox One)
- Styx: Shards of Darkness (PC, PlayStation 4, Xbox One)
- Farming Simulator 17 (Switch) : éditeur
- Tour de France 2017 : éditeur
- Shiness: The Lightning Kingdom (PC, PlayStation 4, Xbox One)

2018
- Vampyr (PC, PlayStation 4, Xbox One) : éditeur
- Space Hulk: Deathwing - Enhanced Edition (PC, PlayStation 4) : éditeur
- Farming Simulator 19 : éditeur
- Masters of Anima : éditeur
- The Council : éditeur
- Call of Cthulhu : éditeur
- Insurgency: Sandstorm (PC) : éditeur

2019
- World War Z : éditeur
- A Plague Tale: Innocence : éditeur
- GreedFall : éditeur
- The Surge 2 : éditeur
- Farming Simulator 20 : éditeur
- SnowRunner : éditeur
- Battlefleet Gothic: Armada 2 : éditeur

### Années 2020
2020
- Othercide (PC, PlayStation 4, Xbox One, Nintendo Switch) : éditeur
- Insurgency: Sandstorm (PlayStation 4, Xbox One) : éditeur
- Necromunda: Underhive Wars (PC, PlayStation 4, Xbox One) : éditeur
- Shady Part of Me (PC, PlayStation 4, Xbox One) : éditeur

2021
- Curse of the Dead Gods
- Hood: Outlaws & Legends
- Warhammer Age of Sigmar: Storm Ground[20]
- Necromunda: Hired Gun (PC, PlayStation 4 et 5, Xbox One et Xbox Series X et S) : éditeur[21]
- Aliens: Fireteam Elite (en) (PC, PlayStation 4 et 5, Xbox One et Xbox Series X et S) : éditeur[22]
- A Plague Tale: Innocence[23]
- World War Z: Aftermath[24]
- Insurgency: Sandstorm[25]
- Aeon Must Die

2022
- Evil West[26]
- A Plague Tale: Requiem[27]
- Hardspace: Shipbreaker (en)[28]
- Blacktail (en)
- Isonzo (jeu vidéo)

2023
- Atomic Heart
- Aliens: Dark Descent[29]
- Atlas Fallen[30]
- Chants of Sennaar[31]
- Warstride Challenges
- Warhammer 40,000: Boltgun (en)
- My Time at Sandrock
- Hotel Renovator[32]

2024
- Warhammer 40,000: Space Marine 2[33]
- Banishers: Ghosts of New Eden[34]
- Expeditions: A MudRunner Game[35]
- Void Crew[36]

## Données économiques

### Données financières
| Période                  | Chiffre d'affaires     | Résultat net           | Source(s) |
| ------------------------ | ---------------------- | ---------------------- | --------- |
| 2013                     | 25,9 millions d'euros  | 2,0 millions d'euros   | [ 37 ]    |
| 2014                     | 43,8 millions d'euros  | 3,9 millions d'euros   | [ 37 ]    |
| 2015                     | 69,2 millions d'euros  | 5,6 milliards d'euros  | ,         |
| 2016                     | 75,6 millions d'euros  | 5,9 millions d'euros   | ,         |
| Janvier 2017 - Mars 2018 | 89,9 millions d'euros  | 6,5 millions d'euros   | ,         |
| Avril 2018 - Mars 2019   | 126,0 millions d'euros | 8,0 millions d'euros   | ,         |
| Avril 2019 - Mars 2020   | 142,8 millions d'euros | 13,0 millions d'euros  | ,         |
| Avril 2020 - Mars 2021   | 171,0 millions d'euros | 13,3 millions d'euros  | ,         |
| Avril 2021 - Mars 2022   | 142,6 millions d'euros | 3,0 millions d'euros   | ,         |
| Avril 2022 - Mars 2023   | 194,1 millions d'euros | 7,3 millions d'euros   | ,         |
| Avril 2023 - Mars 2024   | 187,3 millions d'euros | -19,9 millions d'euros | ,         |
| Avril 2024 - Mars 2025   | 390,0 millions d'euros | 19,4 millions d'euros  | [ 44 ]    |

### Actionnaires
| Actionnaires                           | Nombre d'actions (en %) | Droits de vote théoriques (en %) | Droits de vote exerçables (en %) |
| -------------------------------------- | ----------------------- | -------------------------------- | -------------------------------- |
| Neology Holding                        | 4 235 515 (49,60%)      | 4 486 153 (49,90%)               | 4 486 153 (51,77%)               |
| Auto-détention                         | 325 080 (3,81%)         | 325 080 ()                       | 0 ()                             |
| Membres du Comex et salariés du Groupe | 159 215 (1,86%)         | 270 576 (3,01%)                  | 270 576 (3,12%)                  |
| Flottant                               | 3 819 116 (44,73%)      | 3 908 478 ()                     | 3 908 478 (45,11%)               |